# Smash the Control Machine
Smash the Control Machine è il quarto album in studio degli Otep. L'album è stato pubblicato il 18 agosto 2009. La versione "Deluxe Edition" verrà pubblicata con un dvd bonus.

## Tracce
1. Rise, Rebel, Resist – 3:59
2. Sweet Tooth – 4:21
3. Smash the Control Machine – 3:43
4. Head – 5:10
5. Numb and Dumb – 4:26
6. Oh, so Surreal – 4:21
7. Run for Cover – 3:34
8. Kisses & Kerosene – 4:12
9. Unveiled – 3:27
10. UR A WMN NOW – 4:18
11. Serv Asat – 2:29
12. Where the River Ends – 11:57
13. I Remember – 8:34

## Formazione
- Otep Shamaya - voce
- Rob Patterson - chitarra
- "Evil" J. McGuire - basso
- Mark "Moke" Bistany - batteria